# Херц
Херц (симбол: Hz) је изведена СИ јединица за фреквенцију, названа по немачком физичару Хајнриху Рудолфу Херцу, који је значајно допринео науци на пољу електромагнетизма. Да одређени догађај има фреквенцију од 10 херца, значи да се исти понавља по 10 пута у секунди, у равномерним временским размацима. Из овога можемо закључити да је херц изведен из секунде и износи тачно 1/s или s-1.
Име херц је усвојено на генералној конференцији тежина и мера 1960, замењујући тако претходно име, циклуси у секунди, заједно са повезаним умношцима (килоциклуси, мегациклуси...). У нормалној употреби, херц је заменио циклусе до 1970.
Неке од најчешћих употреба ове јединице су у опису синусних таласа и музичких тонова, посебно оних који се користе у радио и аудио апликацијама. Такође се користи за описивање брзина такта којима се покрећу рачунари и друга електроника. Јединице се понекад користе и као репрезентација енергије, преко једначине енергије фотона (E=h&nu), са једним херцом еквивалентним са  џула.

## Дефиниција
Херц је дефинисан као један циклус у секунди. Међународни комитет за тегове и мере је дефинисао секунду као „трајање од 9192631770 периода зрачења који одговарају прелазу између два хиперфина нивоа основног стања атома цезијума-133“, а затим је додато: „Из тога следи да је хиперфино цепање у основном стању атома цезијума 133 тачно 9192631770 херца, ν(hfs Cs) = 9192631770 Hz.“ Димензија јединице херца је 1/време (1/T). Изражено у основним СИ јединицама, то је 1/секунда (1/s). Проблеми могу настати јер су јединице угаоне мере (циклус или радијан) изостављене у СИ.
У енглеском се „херц“ такође користи као облик множине. Као јединица СИ, Hz може имати префикс. Често коришћени вишекратници су KHz (килохерц, 103 Hz), MHz (мегахерц, 106 Hz), GHz (гигахерц, 109 Hz) и THz (терахерц, 1012 Hz). Један херц једноставно значи „један циклус у секунди” (обично оно што се броји је потпуни циклус); 100 Hz значи „сто циклуса у секунди” и тако даље. Јединица се може применити на било који периодични догађај - на пример, за сат би се могло рећи да откуцава на 1 Hz, или да се за људско срце може рећи да куца на 1,2 Hz.
Стопа појављивања апериодичних или стохастичких догађаја изражава се у реципрочној секунди или инверзној секунди (1/s или s−1) уопштено или, у специфичном случају радиоактивног распада, у бекерелима. Док је 1 Hz један циклус у секунди, 1 Bq је један апериодични радионуклидни догађај у секунди.
Иако угаона брзина, угаона фреквенција и јединични херц имају димензију 1/s, угаона брзина и угаона фреквенција се не изражавају у херцима, већ у одговарајућој угаоној јединици као што су радијани по секунди. Тако се за диск који се ротира брзином од 60 обртаја у минути (rpm) каже да се ротира са 2π  или 1 Hz, при чему први мери угаону брзину, а други одражава број комплетних обртаја у секунди. Конверзија између фреквенције f мерене у херцима и угаоне брзине ω мерене у радијанима у секунди је
{\displaystyle \omega =2\pi f\,} and {\displaystyle f={\frac {\omega }{2\pi }}\,}.

## Историја
Херц је добио име по немачком физичару Хајнриху Херцу (1857–1894), који је дао значајан научни допринос проучавању електромагнетизма. Назив је установила Међународна електротехничка комисија (IEC) 1935. године. Усвојила га је Генерална конференција за тегове и мере (CGPM) (Conférence générale des poids et mesures) 1960. године, заменивши претходни назив за јединицу, циклуси у секунди, заједно са сродним вишекратницима, првенствено килоциклусима у секунди (kc/s) и мегациклуси у секунди (Mc/s), а повремено и киломегацикли у секунди (kMc/s). Термин циклуси у секунди је у великој мери замењен херцима до 1970-их.
Понекад је „по секунди“ изостављено, тако да је „мегациклуси“ (Mc) коришћено као скраћеница од „мегациклуса у секунди“ (тј. мегахерц (MHz)).

## Апликације

### Вибрације
Звук је путујући лонгитудинални талас који је осцилација притиска. Људи перципирају фреквенцију звучних таласа као висину тона. Свака музичка нота одговара одређеној фреквенцији која се може мерити у херцима. Уво новорођенчета је у стању да перципира фреквенције у распону од 20 Hz до 20000 Hz; просечан одрасли човек може чути звукове између 20 Hz и 16000 Hz. Опсег ултразвука, инфразвука и других физичких вибрација као што су молекуларне и атомске вибрације протеже се од неколико фемтохерца до терахерца и даље.

### Електромагнетно зрачење
Електромагнетно зрачење се често описује његовом фреквенцијом — бројем осцилација нормалних електричних и магнетних поља у секунди — израженим у херцима.
Радиофреквентно зрачење се обично мери у килохерцима (kHz), мегахерцима (MHz) или гигахерцима (GHz). Светлост је електромагнетно зрачење које је чак и веће фреквенције и има фреквенције у опсегу од десетина (инфрацрвених) до хиљада (ултраљубичастих) терахерца. Електромагнетно зрачење са фреквенцијама у ниском терахерцном опсегу (прелазу између оних највиших нормално употребљивих радио фреквенција и дуготаласне инфрацрвене светлости) често се назива терахерцно зрачење. Постоје чак и више фреквенције, као што су гама зраци, који се могу мерити у егзахерцима (EHz). (Из историјских разлога, фреквенције светлости и електромагнетног зрачења више фреквенције се чешће одређују у смислу њихових таласних дужина или енергија фотона: за детаљнији третман овог и горњих опсега фреквенција, погледајте електромагнетни спектар.)

### Рачунари
У рачунарима, већина централних процесорских јединица (CPU) је означена у смислу њиховог такта израженог у мегахерцима (106 Hz) или гигахерцима (109 Hz). Ова спецификација се односи на фреквенцију главног такта CPU-а. Овај сигнал је квадратни талас, који је електрични напон који се у редовним интервалима пребацује између ниске и високе логичке вредности. Пошто је херц постао примарна мерна јединица прихваћена од стране опште популације за одређивање перформанси CPU-а, многи стручњаци су критиковали овај приступ, за који тврде да је мерило којим се лако манипулише. Неки процесори користе више периода такта за обављање једне операције, док други могу извршити више операција у једном циклусу. За персоналне рачунаре, брзине процесора су се кретале од приближно 1 MHz у касним 1970-им (Атари, Kомодор, Eпл рачунари) до 6 GHz у  микропроцесорима.
Разне рачунарске магистрале, као што је магистрала са предње стране која повезује CPU и северни мост, такође раде на различитим фреквенцијама у мегахерцном опсегу.

## СИ Умношци
| 1 килохерц |  | 103 Hz | 1.000 Hz                    |
| 1 мегахерц |  | 106    | 1.000.000                 |
| 1 гигахерц |  | 109    | 1.000.000.000             |
| 1 терахерц |  | 1012   | 1.000.000.000.000         |
| 1 петахерц |  | 1015   | 1.000.000.000.000.000     |
| 1 ексахерц |  | 1018   | 1.000.000.000.000.000.000 |

## Примери
| Фреквенција | Опис                                                                                                 |
| ----------- | --- |
| 10          | кружна стопа типичног мотора аутомобила док се не креће (600 обртаја у минути)                       |
| 50 или 60   | стандардне фреквенције наизменичне струје                                                            |
| 20 до ≈16   | нормални распон слуха одраслог човека (већина деце и неке животиње опажају звукове ван овог распона) |
| 100         | кружна стопа типичног мотора аутомобила при максималној брзини (6.000 обртаја у минути)              |
| ≈261,626    | музички тон c1                                                                                        |
| 440         | камертон a1                                                                                           |
| 740         | брзина првог светског комерцијалног микропроцесора, 4004 (1971)                                      |
| 1 до 8      | брзине раних PC-јева (средина 1970их до средине 1980их)                                              |
| 30 до 300   | |
| 88 до 108   | ФМ радио преноси                                                                                     |
| 1.420       | фреквенција хиперфине транзиције водоника, најраспрострањенијег елемента у свемиру.                  |
| 3,73        | брзина Пентијум 4 "Prescott“ микропроцесора                                                                  |
| 428 до 750  | видљиво светло, од црвеног до љубичастог                                                             |
| 30          | икс-зраци                                                                                            |

Фреквенције мање од једног херца:
- Једном у минуту: око 16,67
- Часовно: око 277,8 µHz
- Дневно: око 11,57 µHz
- Недељно: око 1,653 µHz
- Месечно (у просеку): око 380.5
- Годишње: око 31,71 
  - Једном у деценији: око 3,171 nHz, једном у веку: око 317,1 pHz, једном у миленијуму: око 31,71